# José António Caldas
José António Caldas CvC (Salvador, 1725—Salvador, 31 de outubro de 1782) foi um engenheiro militar do Brasil Colônia. Foi um pioneiro da utilização da câmara escura no Brasil. Foi Cavaleiro Professo da Ordem de Cristo.

## Biografia
Desconhecem-se a sua data de nascimento e a sua filiação. Acredita-se que teve infância modesta na cidade de Salvador, até sentar praça como soldado de Infantaria (1745). Formou-se como Cabo de Esquadra na Aula de Fortificação da Bahia.
Seguiu para Lisboa, onde permaneceu por mais de um ano e retornou para trabalhar junto com um de seus mestres, o professor Manoel Cardoso de Saldanha. Juntos realizaram vários levantamentos, tendo desenhado e assinado diversas plantas, de que é exemplo a da estrada para as minas de salitre de Montes Altos.

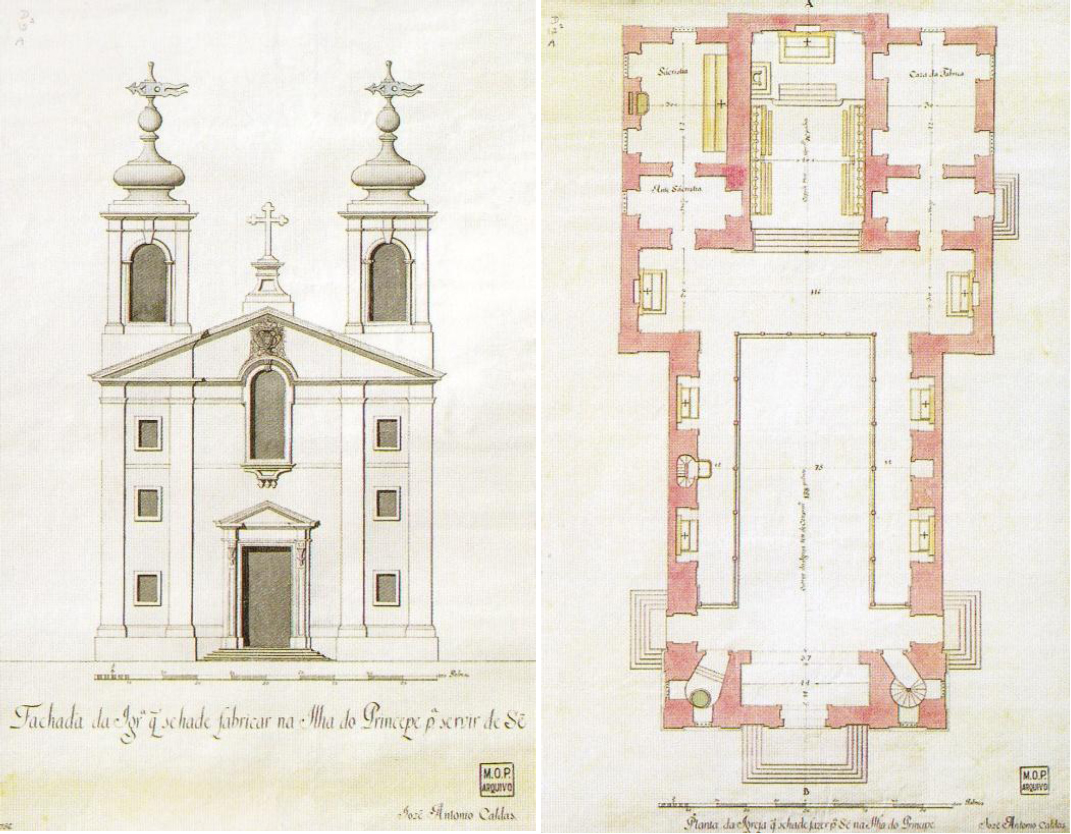
Projeto para fachada e planta da Sé de São Tomé e Príncipe, realizado por José António Caldas c. 1757 (AHU)

Por indicação de Saldanha, foi contratado pela Coroa de Portugal para trabalhar nas fortificações do arquipélago de São Tomé e Príncipe (1757). Graças ao seu desempenho nessa comissão, recebeu a patente de capitão (1761).
No cargo de Sargento-mor, tornou-se professor da Aula militar em que estudara, tendo lecionado até ao seu falecimento, embora, injustamente, nunca lhe tenham pago a gratificação pedida pela função de Lente.
Também foi injustiçado por não ter recebido a promoção solicitada para Tenente-Coronel, mesmo sendo, à época, o mais antigo Sargento-mor.

## Obra
Além dos trabalhos em engenharia militar foi autor de projetos significativos em Salvador. Desenhou a planta monumental da Cidade do Salvador (1779) e traçou diversos projetos de urbanização para aquela cidade, um deles para a Ribeira das Naus e outro para a zona dos trapiches na Cidade Baixa. Um de seus trabalhos mais importantes, pela sua  exatidão, é o projeto do antigo Colégio dos Jesuítas, no Terreiro de Jesus, cujos originais encontram-se depositados no Arquivo Histórico do Exército, no Rio de Janeiro. Embora se trate de um documento apócrifo, foi-lhe atribuído em virtude de alusões em outros documentos e das características da caligrafia das legendas.
Cadastrou o Seminário de Belém, no Pará.
Publicou diversas obras, entre as quais a "Expedição do Maranhão" (1753), onde tratou sobre o uso de câmaras escuras, e "Notícia Geral de Toda esta Capitania da Bahia Desde o Seu Descobrimento Até o Presente Ano de 1759" (1760).
Foi ainda mediador do Senado da Câmara e presidente do Conselho de Guerra.